# オランダ鉄道
オランダ鉄道（オランダてつどう、オランダ語：NS, Nederlandse Spoorwegen）は、オランダの鉄道事業者で、旅客列車を運行する。
1938年に民間企業2社を買収・統合した国有鉄道として発足し、1990年代に部門別に分割された後も政府が全株式を保有する国有の特殊持株会社となっている。

## 概要
旧オランダ国鉄（NS）は欧州連合（EU）の施策により上下分離が行われ、現在は以下の組織に再編されている。
- プロレール（ProRail） - 線路や駅などの鉄道施設（インフラ）を保有・管理する
- オランダ鉄道（N.V. Nederlandse Spoorwegen） - 旅客列車の運営を行う
- レイリオン・ネーデルラント（Railion Nederland BV） - 貨物列車の運営を行う　1999年にドイツ鉄道の貨物輸送部門レイリオン社に売却された

本社はいずれも首都アムステルダムではなく、オランダ第4の都市で鉄道網の中心と言われるユトレヒトにある。
また、海外での交通事業に参入するため、子会社としてアベリオを所有し、2020年現在イギリスとドイツで事業を行っている。

## 路線

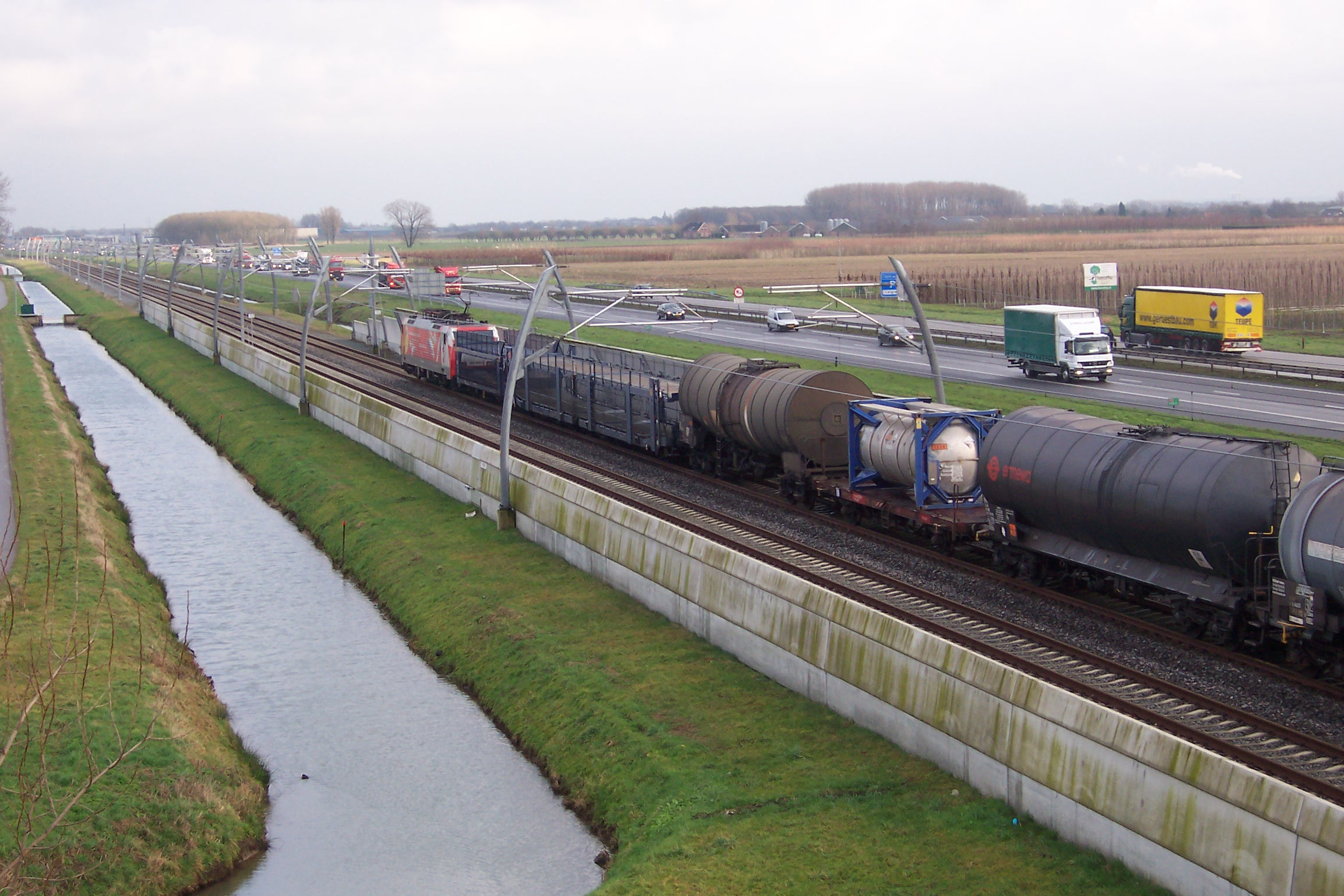
ベテゥベルート

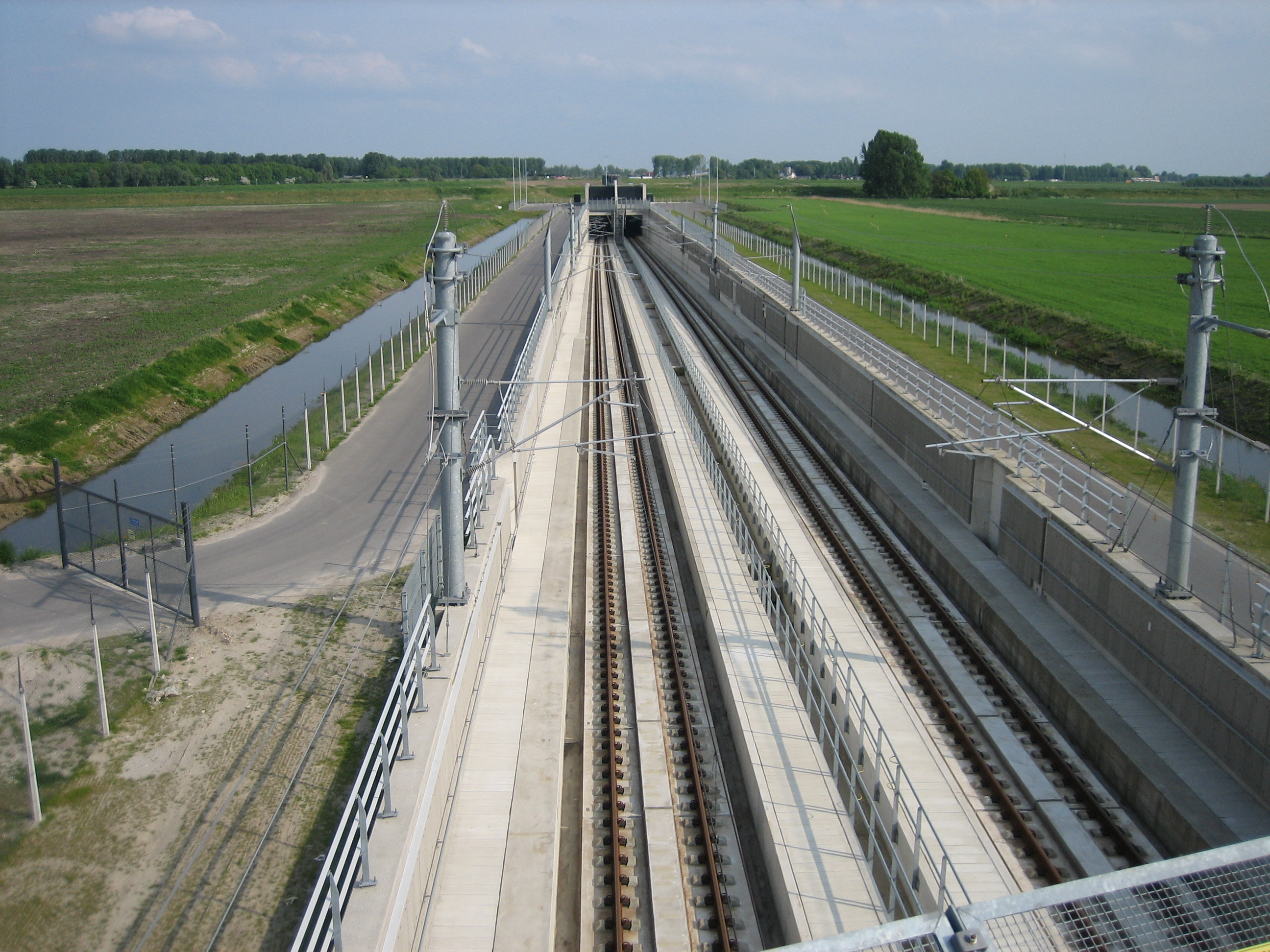
HSL-Zuid

オランダ鉄道は日本の約1割に相当する40,000平方キロメートルの国土に約2800kmの鉄道網を有し、日本やドイツと並んで、鉄道密度が高い国である。また、旅客輸送密度はヨーロッパで群を抜いて高く、鉄道が国内交通で重要な役割を果たしている。
オランダ最初の鉄道は1839年、首都アムステルダムと北海沿岸のハールレム（Haarlem）の間に開業した。以後、国内に路線網を築き上げた。1860年から鉄道の国有化が始まり、1917年にオランダ国鉄が発足している。
オランダの鉄道の特徴として、4大都市（アムステルダム・ロッテルダム・デン・ハーグ・ユトレヒト）を相互に結ぶ路線を中心に、オランダ国内の各都市を縦横に結んでいることが挙げられる。特に、前述の4大都市がある「ランドスタット」と呼ばれる地域は、鉄道の密度が高い。国内各都市へはいずれも数百キロメートルの範囲内にあり、そのため、古くから都市間の高頻度輸送が充実してきた。これは現在でも、オランダ鉄道の基礎を成している。
ヨーロッパを代表する国際空港の一つであるアムステルダム・スキポール空港へのアクセスも充実している。アムステルダム中央駅までの所要時間は15-20分で、5～15分間隔で運転されているほか、国内各都市への直通運転を行っている。
またヨーロッパ最大級の貿易港であるロッテルダム港を擁することから貨物輸送も重視されており、2007年には貨物専用線であるベテゥベルートも開業している。
電化方式は直流1500Vで、電化率は7割を超えている。複線化率は約6割である。複線区間は右側通行である。
オランダ鉄道による鉄道網整備の主なものとして、以下の事業がある。
- ベテゥベルート（Betuwe Route） - ドイツのルール地方近くのオランダ国境から、ロッテルダムを経て、ヨーロッパ最大の貿易港ユーロポートまでを結ぶ、貨物列車専用の新線である。2007年6月にオランダ国内部分（総延長160km）が開業した。
- 南高速線（HSL-Zuid） - ベルギーの首都ブリュッセルからロッテルダムを経由して、アムステルダム近郊のアムステルダム・スキポール空港までを結ぶ、最高速度300km/hの運転が可能なオランダ最初の高速新線。2009年12月に開業した。
- 東高速線（HSL-Oost） - アムステルダムからユトレヒトを経由して、ドイツとの国境まで伸びる路線を大幅に改良（高速化・複々線化）し、ドイツの都市との所要時間を大幅に短縮する計画である。

この他にも、都市間路線の線増（複々線化など）が推進されている。
一方で採算性の悪いローカル線については地元の交通事業者に運営を移管するなどの動きも見られる。
駅数は約374駅存在する。

## 列車の種類

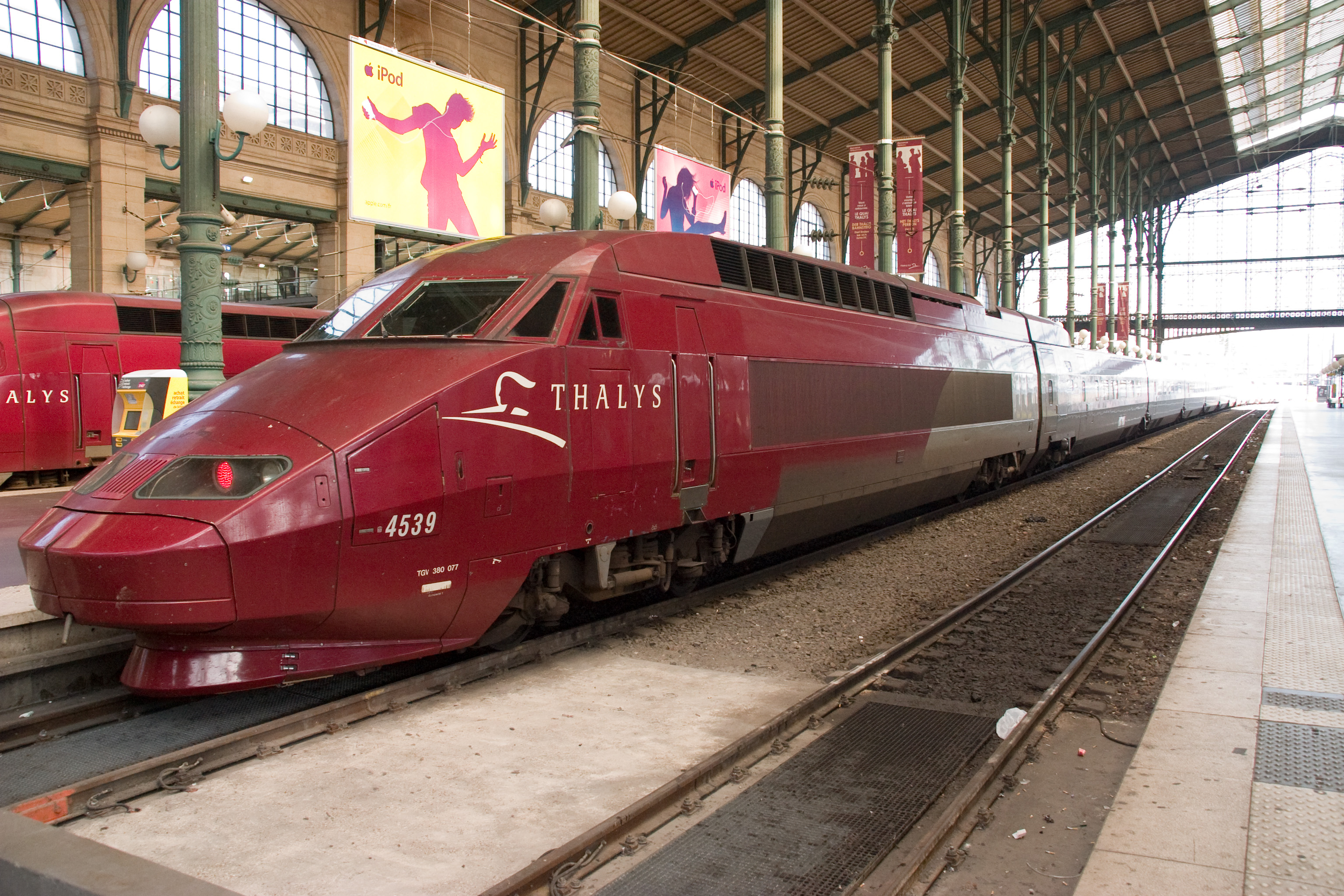
タリス

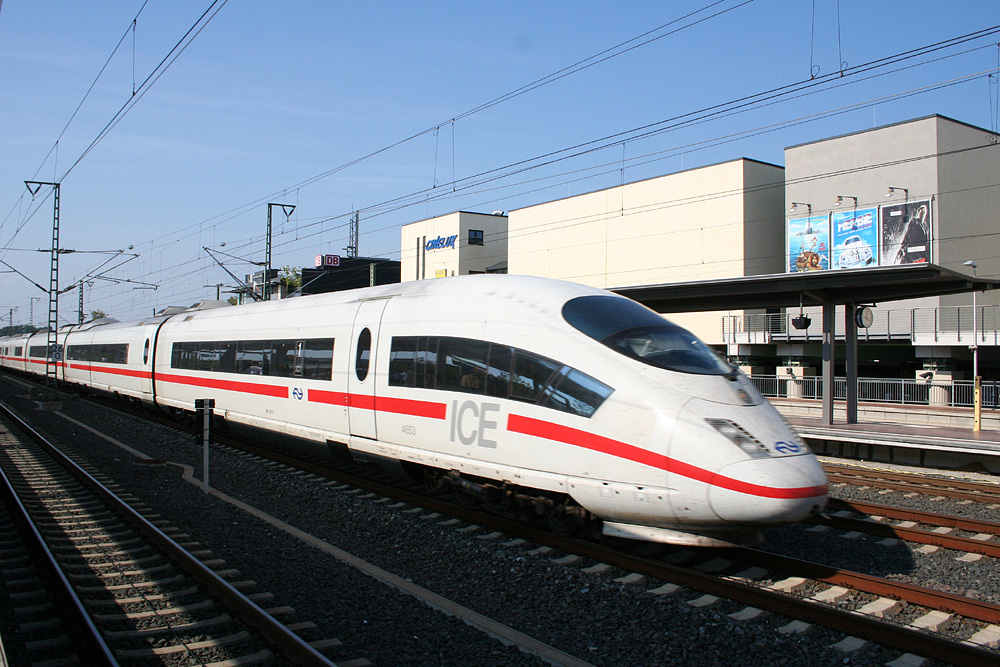
ICE

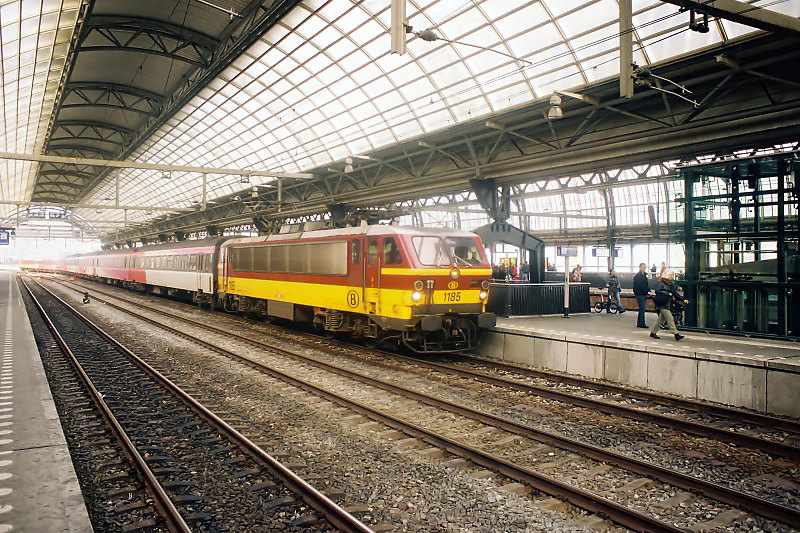
IC (Amsterdam-Brussel)

- 国際列車
首都アムステルダムが古くから交通の要衝であったこともあり、古くから、近隣諸国の都市を結ぶ国際列車の拠点となっている。特にパリ・ブリュッセル・アムステルダムという、3つの国の首都を結ぶ路線は、3都市の頭文字を取って "PBA" と呼ばれており、ヨーロッパの鉄道の最重要幹線の一つである。1970年代までは、TEE「エトワール・デュ・ノール」や「ラインゴルト」のような列車が設定されていたほか、ホーク・ファン・ホランド港発着の英蘭航路に接続して、イギリスと中欧方面を結ぶ国際ルートの一部もなしていた。現在はTEEや、その後継のユーロシティ (EC) さえも、オランダでは見られなくなったが、代わってタリスやICEのような高速鉄道が乗り入れており、国際列車の重要拠点であることに変わりはない。
  - タリス (Thalys)
フランスの首都パリ・ベルギーの首都ブリュッセルと、首都アムステルダムを結ぶ列車で、TGVタイプのタリス型車両を使用する。曜日によって本数は異なるが、1日5～7往復が運転されている。オランダ鉄道自身もタリス型車両を保有する。運営はタリス・インターナショナル社が行う。アムステルダム中央駅からパリ北駅までの所要時間は約3時間である。
  - ICE (ICE International)
首都アムステルダムと、ドイツのケルン・フランクフルトを結ぶ列車で、ドイツ鉄道のICE3型車両を使用する。オランダ鉄道自身もICE3型車両を保有する。1日6～7往復が運転されているが、1往復はスイスのバーゼルまで運転され、往年のTEE「ラインゴルト」の名残とも言える。アムステルダム中央駅からケルン中央駅までの所要時間は約2時間40分である。
  - インターシティ（ドイツ鉄道） (Intercity)
首都アムステルダムと、ドイツのハノーファー・ベルリンを結ぶ列車で、1日4往復が運転されている（1往復はポーランドのシチェチンまで運転）。
  - シティナイトライン (CityNightLine)
ドイツを中心に運転される豪華寝台列車（ホテル列車）で、アムステルダムとドイツのミュンヘン・スイスのチューリッヒを結ぶ。
  - ユーロナイト（EuroNight）
ウィーン西駅、チューリッヒ中央駅、ミラノ中央駅、コペンハーゲン中央駅、モスクワ・ベラルースキー駅などへの夜行列車が、アムステルダム中央駅から運行されている。
  - ベネルクストレイン (Benelux Train)（Intercity）
首都アムステルダムと、ベルギーの首都ブリュッセルとを直結する列車の通称。駅構内での表示などは単に"Intercity"であり、他の国内列車と同じく座席指定等もできない。オランダ鉄道の客車（ICR客車のうち、プッシュプルに対応した専用車を使用）と、ベルギー国鉄の電気機関車で組成され、両都市間を約3時間、完全1時間間隔で結ぶ。
高速新線のHSL-Zuid・HSL4の開業により、同線経由のフィーラに置き換えられたが、一部で再び設定されている。高速新線が開業する以前は、アムステルダムからブリュッセルまで、タリスとほぼ同じ所要時間であった。
  - その他
国境に近い区間では、国境を越えるローカル列車が運転されている。
- 国内列車
国内列車は、都市間を相互に結ぶ列車が、30～60分間隔の完全パターンダイヤで多数設定されている。また、主要駅での対面ホームでの相互接続、優等列車と各駅停車との緩急接続、異系統列車同士の分割・併合も行なっており、日本の大都市の鉄道と共通する点も多数ある。
国内のみの列車は座席指定などがなく、最上位のIntercityであっても特別料金等は不要の一般列車扱いである（ブリュッセルまでのIntercityも座席指定不可）。
  - Intercity
日本の「新快速、特別快速」に相当する種別で、主要駅だけに停車し、都市間を短時間で結ぶ。末端区間では各駅に停車するものもある。
  - Sneltrein
日本の「快速」に相当する種別で、Intercity よりも多くの駅に停車する。
  - Sprinter・Stoptrein
日本の「普通」に相当する種別で、各駅に停車する。（一部に系統による通過駅がある場合もある）。そのうち、ランドスタット地域を走る2000/2900型（Sprinter)で運用される電車を "Sprinter" と種別で区分している。

なお、最近は、主要線区の混雑や過密ダイヤに起因するダイヤ乱れが常態化しているため、その対策として、2006年12月10日に、運転系統の大幅な再編を目的としたダイヤ改正が行われた。基本的には、種別を "Intercity" と "Sprinter" "Stoptrein" に集約し、"Sneltrein" は削減されている。

## 運賃・乗車券
長距離輸送を担うオランダ鉄道及び私鉄4社は同一の乗車券システムを取り入れているが、地域交通（メトロやトラム、バスなど）で用いている国内交通料金収受システムとは一部を除き互換性が無い。近年、地域交通で用いられる非接触ICカードOV-Chipkaartが一部のオランダ鉄道路線で利用できるようになったため、それらの駅では自動改札機が導入されているところもある。基本的には信用乗車方式を採用しているため、駅に改札機は設置されていないか、設置されている駅でも改札機を通らずに駅構内に入ることができる。
切符はあらかじめ駅構内の券売機か発券窓口で購入することが求められ、列車内や下車駅での運賃精算には高額な罰金が課される場合がある。国内路線の切符を発券窓口で購入する場合は手数料（Transactiekosten 0.50EUR）が掛かるが、自動券売機で購入する場合は手数料は徴収されない。自動券売機は硬貨・PIN・OV-Chipkaartだけを受け付けるものが多く、紙幣やクレジットカードに対応したものは非常に少ない。液晶モニタの付いた券売機は、英語表示にも対応している。
運賃は普通運賃・往復運賃・老人小児割引運賃などがあり、その他季節等により割引切符が販売されることもある。列車には1等車・2等車があるため切符購入時にどちらのクラスに乗車するか指定する必要があるが、国内路線では座席指定は出来ないため座席指定料金などは存在しない。自転車の持込には別途自転車持込券を購入する必要があるが、日本のように輪行袋に入れる必要性は無く車内にそのまま持ち込める（ただし通勤時間帯は持込不可）。
長距離国際列車（ベルギーとの間のIntercityは除く）は座席指定が可能で、タリスおよびICEは基本的に座席指定込みの特別運賃を支払う必要がある。これらの列車の切符は駅で販売されている他、インターネットでも割安に購入できる場合がある。

## 国境審査
シェンゲン条約により、周辺諸国との間の国境審査・税関検査は基本的には存在しない。平時にはEU身分証明書やパスポートなどの確認は列車内や駅構内で行われることはない。また国際列車の切符購入時に身分証明書の提示を求められることもない。

## 主な車両
電化率が高いことや、運転区間が比較的短いこと、都市間連絡を主とすることから、ヨーロッパの鉄道としては珍しく、古くから電車が主力である。
- 高速用
  - タリス（4300型）：「タリス（Thalys）」に使用される高速車両。フランスのTGVがベース。
  - ICE-3M（4650型）：ドイツのICE-3がベースの高速車両。4電源に対応する。塗装はドイツのICE-3と同一だが、オランダ鉄道のマークが付く。
  - このほか、高速新線（HSL-Zuid）開業に合わせて、オランダ鉄道独自の高速用車両が登場する予定。

- 電気機関車
  - 1600型：1981年から製造された直流電気機関車で、フランス国鉄BB7200型電気機関車とほぼ同一仕様の「ゲンコツ」スタイル。B-B軸配置で、出力は4540kW、最高速度180km/h。オランダ鉄道の貨物鉄道会社部門であるレイリオン・ネーデルランド社の所属。一部が最近オランダ鉄道に移籍しているが、1800への改番は実施されていない。
  - 1700型：1992年から製造された直流電気機関車で、形態や出力は1600型と同一だが、DD-AR型ダブルデッカー客車の牽引に対応して電気連結器を持っている。DD-ARの二編成連結時には出力を落とす（電圧降下を防ぐため）。オランダ鉄道の所属。なお、最近一部車両の電気連結器が外されて、外観の区別が1600・1800型と変わらないものが出てきている。
  - 1800型：1600型と同一だが、オランダ鉄道所属の機関車。1600型と所属が異なるため改番された。

- DD-IRMIC用電車・客車・気動車

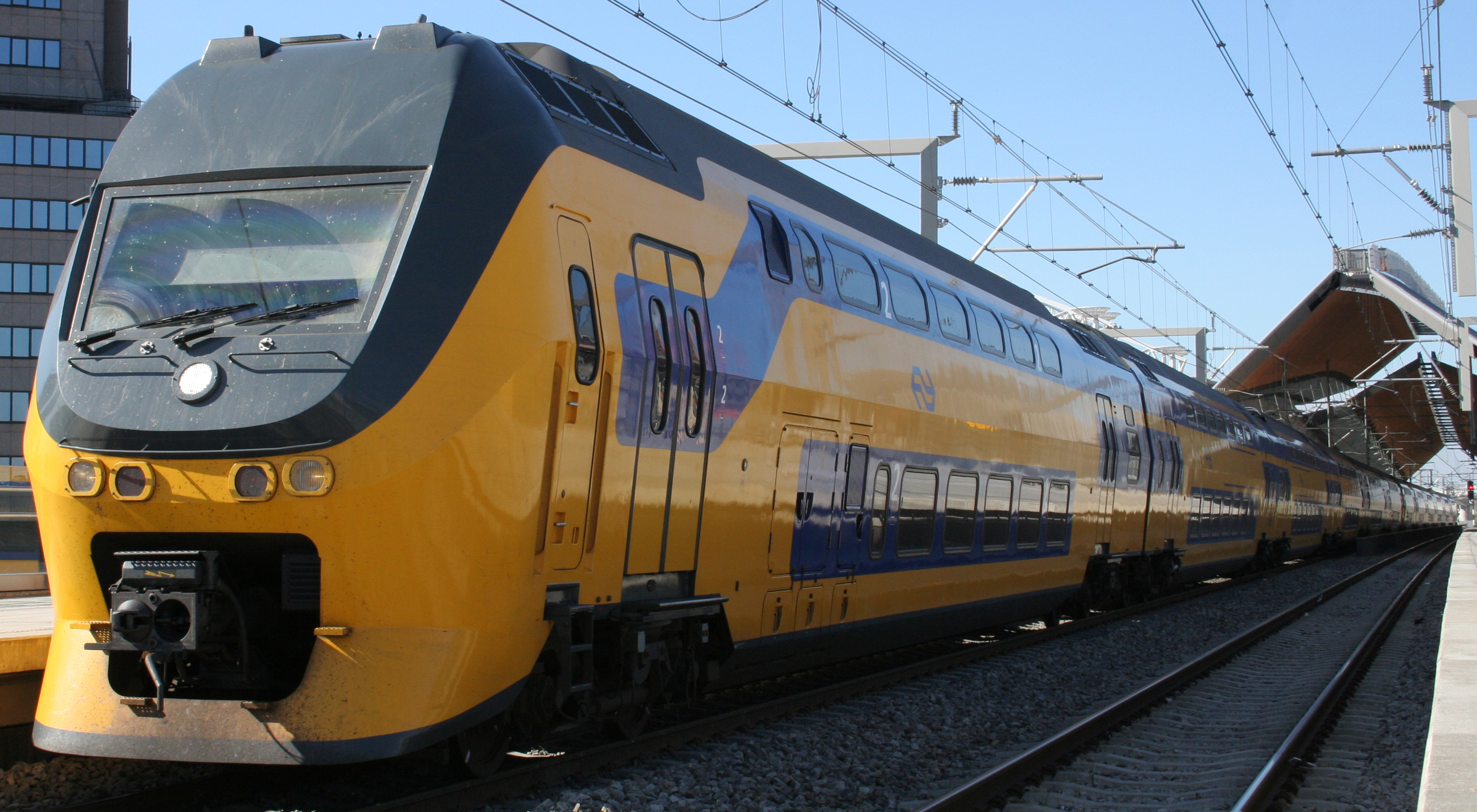
DD-IRM

  - ICM型電車（4000・4200型）："Koploper"。乗客の編成間移動や車販ワゴンの通り抜けなどの便宜を図るため、前面に貫通路を設け、運転台を上に上げたデザインで登場。ちょうど日本のJR485系電車（200番台）の登場理由と同様で、外観も似ている。最高速度は160km/h。1977年に試作車（既に廃車）が登場し、現在は1984～1993年製の4000型（3両編成）、4200型（4両編成）がユトレヒト～アメルスフォールトを通るICを中心に運用中。4編成連結、最大15両の長編成になるものもある。ただし現在では、故障による列車の遅れが多発しているため、貫通路の使用は中止されている。
  - VIRM型電車（8600・8700・9400・9500型）:全車2階建て（ダブルデッカー）のIC用電車。最高速度は160km/h。高速新線対応でAC25000Vも走れる複電圧車。1994年から1996年にかけて3両編成×34、4両編成×47本が製造され、その後2002年から2004年にかけて新車で4両編成×13本(9500型)、6両編成×33本（8700型）と、一次車の編成増強による4両編成×34（9400型）、6両編成×47本（8600型）が在籍している。アムステルダム～フリシンゲン、デンヘルダー～ナイメーヘンなどのICで活躍中。6+6の12両編成も多く見ることができる。
  - ICRm型客車：ICM電車とほぼ同構造の車体設備を持つ。窓まわりがベルギー国鉄に由来する茶色に塗られたプッシュプル対応の「ベネルクストレイン」用の車両と、国内用（窓まわりが青色）の2種類で構成される。ベルギー用は現在は7両に組成され車体色を従来のNSカラーから全く変えたパステル調の新色に移行中。国内用は主にハーレム～マーストリヒト/ヘーレン、デン・ハーグ～フェンロのICに使われてきたが、06年12月の改正以降は主にスキポール～アインドホーフェン、アーネム～ロッセンダール、デン・ハーグ～フェンロの各系統に運用されている。最近冷房化が行われ、国内用車もプッシュプル対応（そのため一部客車が運転台取り付け改造をされている）になった。
  - ICK型客車：ドイツ鉄道から特急用2等車（Bm235型）を譲り受けた。一部は1等車に改造されている。デン・ハーグ～フェンロ間ICを中心に運用中。
  - ICB型客車：06年12月のダイヤ改正で不足する車両の充当にドイツ鉄道から旧IR用車を譲り受けた。アムステルダム～デベンター間ICで両端に電気機関車を連結したプッシュプルスタイルで限定運用中。

- SGM SprinterDDM普通列車用電車・客車・気動車

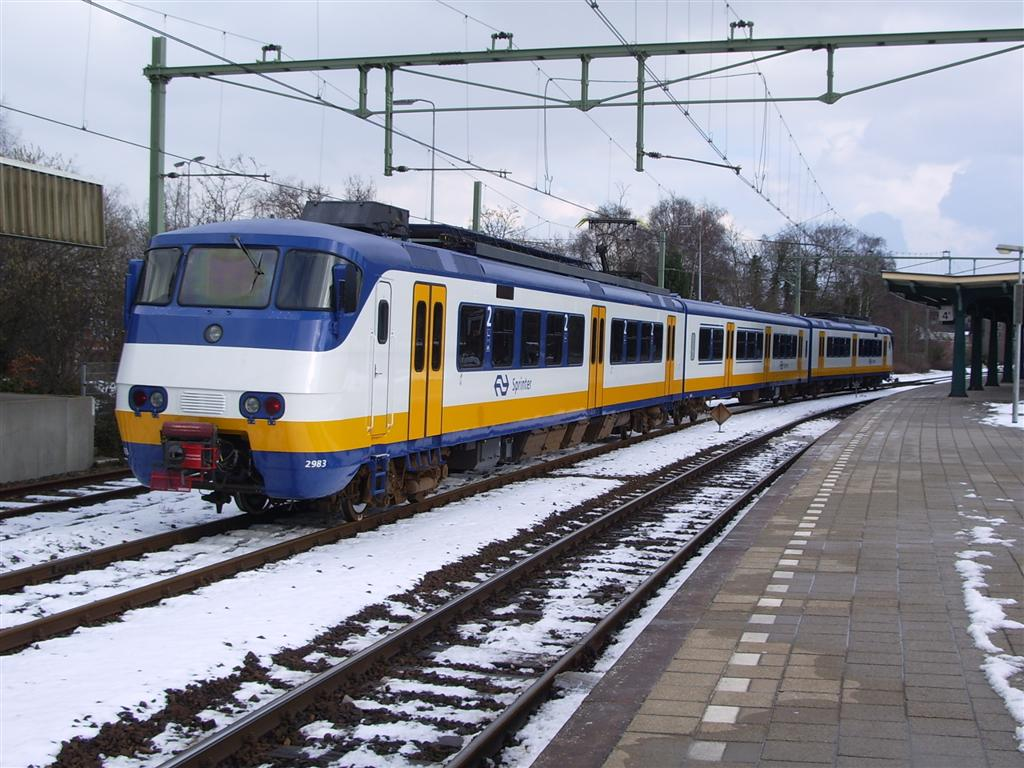
SGM Sprinter

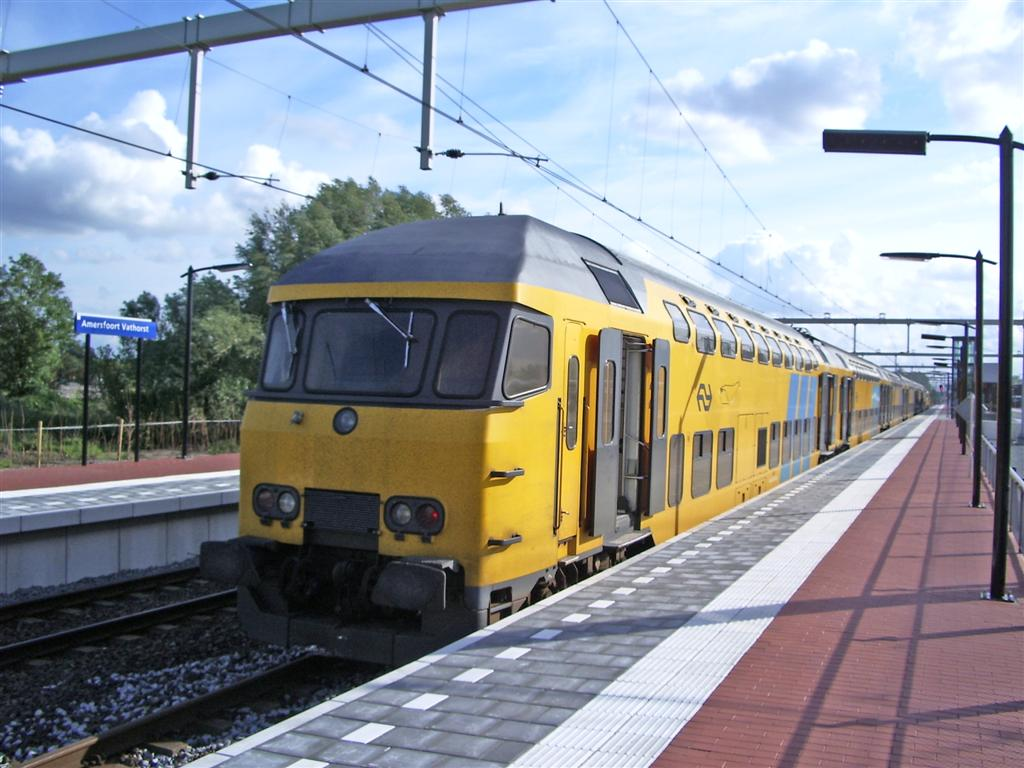
DDM

  - Mat '64（オランダ語版）（400・500・800型）電車：1964年から製造された電車。2両編成の"Plan V"型（400・800型）と、4両編成の"Plan T"型（500型）がある。犬の鼻に似た独特の前面形状から「ドッグノーズ」「ドッグヘッド」と呼ばれ、日本でも有名。最高速度は140km/h。
  - SGM型（2000・2900型）：1975年から製造された電車"Plan Y"。都市圏の通勤電車として登場。"Sprinter"の愛称を持つ。最高速度は125km/h。現時点ではオランダ鉄道唯一の3扉車。2000型は2両編成、2800からリニューアルされた2900型は3両編成。2900型は白の窓まわりで目立つ。
  - DDM型客車：1985年から86年にかけて製造された、全車2階建て（ダブルデッカー）客車。7両編成で1600電気機関車とのプッシュプル。制御客車には動物の絵がマスコットとして1両ずつに描かれている。現在は6両に組成し直されて、アムステルダムを通るラッシュ時の輸送力列車として運用中。一時期編成をばらされた余剰車がICR客車編成内に組まれてICで運用されていたこともある。
  - DD-AR型（7400・7800型）客車：DDMと同形態の二階建て客車で、編成を3または4両に短縮し、動力の1700型機関車は電気連結器を持ち、2編成の連結が可能。1997年に電気機関車代わりの2階建て動力車（1階は機器室）が登場し、3両編成の動力車である1700電気機関車を置き換えた（7800型）。4両編成は電気機関車をそのまま連結している（7400型）。7400と7800は相互に連結が可能。最高速度140km/h。普通列車に使用されているが、アムステルダム～ハーレム～ドートレヒト～ブレダ間のSnelにも使われている。
  - DM '90型（3400型）気動車：1996年から製造された液体式気動車"Buffel"。2両編成で、最高速度は140km/h。非電化支線が主な運用区間だが、ズボレ～フローニンヘン間（電化区間）の普通列車にも使われている。

## その他
- 東京駅のデザインはレンガ作りで中央と左右に塔を持つためアムステルダム中央駅を基にしたと言われているが、子細には形状がかなり異なるため、否定的な見解もある。
- TEEを提唱したのは当時のオランダ国鉄の総裁Ｆ．Ｑ．デン・ホランダーである。
- 「新幹線の生みの親」と言われる元国鉄技師長・島秀雄は、鉄道省の技師時代の1936年（昭和11年）に欧州視察を行なった際、オランダの電車網を見て、「日本には動力分散方式が適している」ことを確信し、以後、電車方式による長距離鉄道網を積極的に推進し、後の新幹線にまで発展させていくこととなった。